# Josh Dubovie
Josh James Dubovie (født 27. november 1990) er en britisk sanger. Han repræsenterede Storbritannien i Eurovision Song Contest 2010 i Oslo, Norge, med sangen "That Sounds Good to Me" skrevet af Stock Aitken Waterman, Mike Stock og Pete Waterman. Sangen kom på en sidsteplads i finalen.